# Ghost Master
Ghost Master ist ein vom Studio Sick Puppies entwickeltes und 2003 von Strategy First veröffentlichtes Videospiel für Windows. Es enthält eine ungewöhnliche Kombination von Elementen aus Simulation, Strategie, und Rollenspiel, inszeniert größtenteils als Parodie auf das Genre Horrorfilm. Der Spieler kontrolliert dabei eine Gruppe aus Geistern, mit deren Fähigkeiten eine Reihe verschiedene Aufgaben erledigt sowie neue Geister rekrutiert werden müssen.

## Spielprinzip
Der Spieler ist ein Geisterbeschwörer und kontrolliert zunächst eine kleine Zahl verschiedener Geister mit spezifischen Fähigkeiten. In verschiedenen Missionen („Spuke“) in der fiktiven US-amerikanischen Kleinstadt Gravenville müssen mithilfe der Geister verschiedene Missionen erledigt werden. Die Spuke sind teilweise lose durch eine Hintergrundgeschichte verbunden, die die Befreiung eines besonders mächtigen Geistes als finales Ziel der Kampagne zeigt.
Je nach Größe des Gebiets können vier bis acht Geister für einen Spuk ausgewählt werden. Oft ist das Ziel eines Spuks, alle „Sterblichen“ (Menschen) aus einem bestimmten Gebiet zu vertreiben, aber teilweise müssen auch andere Ziele erreicht werden. Während der Spuke trifft man in jedem Gebiet neben Sterblichen auch auf ruhelose Geister, die aus verschiedenen Gründen an einen Ort gebunden sind. Um diese zu befreien, müssen unterschiedlich komplizierte Aufgaben gelöst werden, allerdings ist dies in der Regel keine Voraussetzung für den Abschluss eines Spuks. Bei erfolgreichem Abschluss eines Spuks wird eine „Spukwertung“ erhalten, die die benötigte Zeit, Zahl der rekrutierten Geister und die bei Sterblichen ausgelöste Angst berücksichtigt. Darauf basierend wird „Goldplasma“ verdient, das zur Erwerb neuer Geisterfähigkeiten eingesetzt werden kann.
Bereits absolvierte Spuke können beliebig oft wiederholt werden. Bei Wiederholung eines Spuks können noch gefangene Geister befreit werden und die Spukwertung verbessert werden, um zusätzliches Goldplasma zu erhalten.

## Spielmechanik

### Geister
Jeder Geist ist einer von sechs Klassen zugeordnet, von einfachen Luftgeistern bis zu gewaltigen Gräueln. Die Klasse bestimmt, wie viel Plasma der Einsatz der Fähigkeiten des Geistes kostet. Innerhalb der Klasse ist jeder Geist einem Typ zugeordnet, beispielsweise Gremlin oder kopfloser Reiter. Dieser Typ legt fest, wie viele und welche Art von Fähigkeiten der Geist erlernen kann und wo er eingesetzt werden kann.

#### Bindung
Geister können nicht beliebig auf der Karte platziert werden, sondern müssen an eine 'Fessel' gebunden werden. Die Art der Fessel hängt vom Typ des Geistes ab, beispielsweise können Gremlins ausschließlich an elektrische Geräte gebunden werden und Wasserelementare an Waschbecken oder Wasserlachen.
In der Regel kann nur ein Geist an jede Fessel gebunden werden, lediglich an Fesseln, die Bereiche (Innen, Draußen, Durchgang) darstellen, können beliebig viele Geister gebunden werden.
In jedem Spuk gibt es ruhelose Geister, die aus verschiedenen Gründen fest an einen Ort gebunden sind. Solange sie nicht befreit worden sind, können sie nicht an andere Fesseln gebunden werden, allerdings können die meisten ihrer Fähigkeiten bereits eingesetzt werden. Die Befreiung eines ruhelosen Geistes kann sehr einfach sein, beispielsweise die Zerstörung der Fessel durch einen anderen Geist, aber teilweise auch sehr kompliziert werden, beispielsweise indem ein Zugang zu einem unzugänglichen Bereich geschaffen und dann ein bestimmter Sterblicher dorthin gelockt wird.

#### Fähigkeiten
Sowohl das Binden von Geistern als auch die Fähigkeitennutzung erfordern 'Plasma'. Dies repräsentiert die Angst der Sterblichen im Gebiet des Spuks. Zu Beginn eines Spuks steht eine geringe Menge Plasma zur Verfügung, weiteres Plasma wird durch Erschrecken der anwesenden Sterblichen gewonnen.
Ein Geist muss an einer Fessel gebunden sein, um Fähigkeiten einzusetzen. Das Binden eines Geister und der Einsatz seiner Fähigkeit benötigen Plasma. Allerdings wird dieses nicht verbraucht, sondern jede eingesetzte Fähigkeit belegt einen Teil des gesamten Plasmas. Sobald eine Fähigkeit deaktiviert wird oder ein Geist von seiner Fessel gelöst wird, wird das belegte Plasma wieder frei und kann für andere Fähigkeiten genutzt werden.
Jede Fähigkeit ist einer Stufe zugeordnet, wobei die Plasmakosten mit der Fähigkeitenstufe steigen. Jeder Geist kann, abhängig von seinem Typ, Fähigkeiten nur bis zu einer maximalen Stufe erlernen und auch nur eine Fähigkeit jeder Stufe. Jeder Geist besitzt einige festgelegte Fähigkeiten. Weitere Fähigkeiten können für Goldplasma gekauft werden, wobei der Typ des Geistes die verfügbaren Fähigkeiten bestimmt.
Die meisten Fähigkeiten werden über einen begrenzten Zeitraum eingesetzt und sind dann während der Abklingzeit nicht verfügbar, manche Fähigkeiten können jedoch auch permanent genutzt werden. Jeder Geist kann gleichzeitig maximal eine dauerhafte und eine andere Fähigkeit einsetzen. Einige Fähigkeiten lassen sich miteinander kombinieren, um eine verstärkte Wirkung zu erzielen. Beispielsweise kann eine Kombination aus Regen und Sturm ein Gewitter erzeugen, das zu Blitzeinschlägen führt.

#### Geisterentwicklung
Geister, die wiederholt eingesetzt werden, erreichen höhere Erfahrungsstufen. Sie werden dadurch nicht stärker, sondern können zunehmend komplexe Befehle erteilt bekommen. So wird es möglich, ein relativ komplexes Verhalten für jeden Geist festzulegen, um beispielsweise bestimmte Sterbliche zu verfolgen, Fähigkeiten nur einzusetzen, wenn mehrere Sterbliche erschreckt werden, oder darauf zu warten, dass ein Ereignis eintritt und dann eine bestimmte Fähigkeit zu nutzen.
Unabhängig von der Stufe eines Geistes können zwischen den Spuken neue Geisterfähigkeiten für Goldplasma erworben werden.

### Sterbliche
Jeder Sterbliche verfügt über die drei Werte Angst, Wahnsinn und Glauben. Wird er erschreckt, steigt der Angstwert, sinkt aber mit der Zeit langsam wieder. Wird ein (für jeden Sterblichen sehr unterschiedlicher) Grenzwert erreicht, flieht der Sterbliche aus dem Gebiet.
Jeder Sterbliche hat eine bewusste und eine unbewusste Angst, beispielsweise vor Blut oder Elektrizität. Fähigkeiten aus diesen Bereichen verursachen besonders viel Schrecken. Diese sind zumeist unbekannt, können aber von manchen Geistern enthüllt werden.
Wie leicht ein Sterblicher erschreckt wird hängt dabei auch von seinem Glauben an das Übernatürliche ab. Je geringer der Glaube, desto weniger Angst erzeugen übersinnliche Phänomene. Durch verschiedene Fähigkeiten kann auch der Glaube an das Übernatürliche gesteigert werden.
Manche mächtigen Fähigkeiten erzeugen nicht nur Angst, sondern auch Wahnsinn. Wenn der Grenzwert erreicht wird, läuft der Sterbliche nur noch manisch umher.
Einige Sterbliche besitzen die Fähigkeit, Geister zu finden und zu verbannen. Sowohl übersinnlich begabte Personen wie Priester, Freizeit-Hexen und Medien sind dazu in der Lage als auch die mit zahlreichen technischen Hilfsmitteln ausgerüsteten 'Ghostbreaker'. Wird ein Geist verbannt, kann er während des Spuks nicht mehr eingesetzt werden, steht aber nach Abschluss des Spuks wieder zur Verfügung.

## Rezeption
Das Spiel erhielt in der PC-Version vorwiegend gute bis sehr gute Bewertungen (Metacritic: 81 %). Die Konsolenversion hingegen wurde nur als mittelmäßig bewertet (Metacritic: 59 % (Xbox))
Vielfach gelobt wurden die frischen Ideen und die ungewöhnliche Kombination von Spielelementen, die keine eindeutige Einordnung in klassische Genres zulässt.
Auch der Humor, einschließlich der zahlreichen Parodien auf populäre Filme und Serien, wird vielfach positiv hervorgehoben. Kritisiert werden oft die zu kurze Spielzeit des Einzelspielermodus sowie das Fehlen eines Mehrspielermodus.
Trotz der insgesamt guten Wertungen war dem Spiel kein Verkaufserfolg beschieden. Eine von den Entwicklern geplante Fortsetzung konnte nicht verwirklicht werden, nachdem das Entwicklerstudio Sick Puppies von Empire Interactive geschlossen worden war.

## Trivia
In mehreren Missionen treten die 'Ghostbreaker' auf. Die Uniformen sehen denen der Geisterjäger in den Ghostbusters-Filmen sehr ähnlich und auch die Namen der Ghostbreaker Maureen Ramis, Raymond Akroyd [sic] und Lawrence Murray sowie der Empfangsdame Janine Potts sind offenkundig Anspielungen auf die entsprechenden Darsteller Ramis, Aykroyd, Murray und Potts in den Filmen.
Nahezu alle Missionsnamen sind Verballhornungen bekannter Werkstitel oder Zitate, so Seance Fiction (Science-Fiction), Das Blair Irrlicht Projekt (Blair Witch Project), Full Horror Jacket (Full Metal Jacket), Calamityville Horror (Amityville Horror), Deadfellas (Goodfellas), Die Unüblichen Verdächtigen (Die üblichen Verdächtigen), Poltergack (Poltergeist), Phantom des Operationssaals (Das Phantom der Oper), Spooky Hollow, (Sleepy Hollow), Was spukt über das Kuckucksnest (Einer flog über das Kuckucksnest).
Die Namen zahlreicher Sterblicher im Spiel sind Verballhornungen von Figuren aus Filmen und Serien wie Obi Wan Shinobi (Obi-Wan Kenobi) oder Ally McStick (Ally McBeal).